# Fila (esposa de Filipo II)
 Fila (en griego: Φίλα της Ελίμειας), hermana de Derdas y de Macata de Elimea, fue la primera o segunda esposa de Filipo II de Macedonia. 
Según el testimonio de Ateneo, que a su vez cita a Sátiro el peripatético, Fila era originaria de Elimea, una región del sudoeste de Macedonia.
Ateneo coloca a Fila en el segundo lugar de la lista de mujeres del rey de Macedonia, después de Audata, y antes de Nicesípolis, aunque no es seguro que los matrimonios hayan seguido ese orden cronológico.
El nombre del padre de Fila no está registrado por el escritor de Naucratis, pero según algunos historiadores modernos, se identifica con Derda II, soberano de Elimea, antes que esta región fuera anexionada al Reino de Macedonia por Filipo. Por tanto, la boda se enmarca en el contexto de una alianza dinástica de la dinastía argéada y la casa real de Elimea.
Las fuentes antiguas no dan más noticias sobre Fila, salvo que no tuvo hijos. Su hermano Derda fue llevado prisionero a Olinto por Filippo,, mientras que el otro hermano, Macata, fue, muy probablemente, el padre de Harpalo, el tesorero de Alejandro Magno.